# Epiteri (espècie)
L'epiteri (Epitherium laternarium) és una espècie de litoptern extint de la família dels proterotèrids que visqué durant el Pliocè. Se n'han trobat restes fòssils a l'Argentina.